# Hydrocolus heggiensis
Hydrocolus heggiensis är en skalbaggsart som beskrevs av Ciegler 2001. Hydrocolus heggiensis ingår i släktet Hydrocolus och familjen dykare. Inga underarter finns listade i Catalogue of Life.